# Spermophora kaindi
Spermophora kaindi är en spindelart som beskrevs av Huber 2005. Spermophora kaindi ingår i släktet Spermophora och familjen dallerspindlar. Inga underarter finns listade i Catalogue of Life.